# Henrik VIII. Angleški

Henrik VIII. (angleško Henry VIII), angleški kralj, lord Irske in irski kralj, * 28. junij 1491, Palača Platentia, Greenwich, Anglija, † 28. januar 1547, Palača Whitehall, London, Anglija.

## Življenjepis
Rodil se je kot drugi sin Henrika VII. in Elizabete Yorške. Po smrti starejšega brata, princa Arthurja, leta 1502, je postal prestolonaslednik in 22. aprila 1509 je bil okronan za kralja. S tem je postal drugi kralj iz dinastije Tudor.
Po prihodu na prestol se je poročil z bratovo vdovo Katarino Aragonsko. Imela sta samo hčer Marijo (Mary), vendar si je Henrik želel sina, ki bi ga nasledil na prestolu. Dinastija v tem času ni bila dovolj močna, da bi okronali žensko. Henrik se je zaljubil v Anne Boleyn in je poskušal prepričati papeža Klemna VII., da bi razveljavil njegov zakon. Papež je leta 1529 pod pritiskom cesarja Karla V. zavrnil njegovo prošnjo. Henrik je nato postavil za canterburyjskega nadškofa Thomasa Cranmera, ker je le-ta pristal, da ga bo poročil. Tako se je Henrik leta 1533 samovoljno poročil z Anne Boleyn in s tem ignoriral papeževo zavrnitev. V parlamentu so izglasovali Zakon o premoči (Act of Supremacy, 3. november 1534), s katerim je bil kralj razglašen za vrhovnega poglavarja Anglikanske cerkve.
Tudi drugi zakon mu ni prinesel moškega potomca. Anne Boleyn mu je rodila hčer Elizabeto. Leta 1536 so jo obsodili na smrt zaradi veleizdaje in incesta. Takoj ko so jo obglavili, se je Henrik poročil z Jane Seymour, ki mu je rodila sina Edvarda in nekaj dni po porodu umrla. Kasneje se je poročil še trikrat: z Ano Klevsko, Catherine Howard (obglavljena zaradi prešuštvovanja) in Catherine Parr, vendar mu nobena ni rodila otroka. Umrl je v Londonu leta 1547.
Razen po razkolu z Rimom in ustanavljanju Anglikanske cerkve ter razpuščanju vseh samostanov in konfiskaciji njihovega premoženja je Henrik ostal zapisan v zgodovini tudi po prvem Zakonu o uniji, s katerim je leta 1536 priključil Wales k Angliji. Ne moremo pa zamolčati njegove krutosti, s katero je moril svoje "nasprotnike", s čimer se je povzpel na vrh lestvice slabih monarhov.

## Ustanovitevanglikanstva
Papeža Klemena imenujejo zgodovinarji za najnesrečnejšega papeža; eden od vzrokov je tudi izguba Anglije; če bi morebiti lahko preprečil odpad nordijskih dežel, delov Nemčije, Švice ali Nizozemske, je imel pri angleški zadevi tako rekoč zvezane roke zaradi katoliškega nauka o nerazveznosti veljavno sklenjenega zakona.  

V Angliji je ločitev od Rima izvedel kralj Henrik VIII., toda ne zaradi razlik v nauku ali zaradi verskih problemov, ampak zato, ker papež ni mogel razvezati njegovega zakona. Eden redkih, ki te ločitve ni odobraval, je bil sir Thomas More. Leta 1521, ko je bil Luter izobčen iz Cerkve, je kralj Henrik sestavil spis z naslovom »Obramba sedmih zakramentov proti Martinu Lutru«. Spis je posvetil papežu Leonu X., ki mu je zaradi tega podelil častni naslov »Defensor fidei« - »Branitelj vere«.  Kakor je bil torej Henrik v svojih mladih letih fanatično vnet za papeža in katoliško vero – preganjal je tudi protestante – je postal Henrik VIII. kot ženskar do papeža in Katoliške cerkve fanatično sovražen – a vendar se je do konca življenja imel za katoličana, čeprav izobčenega.  
Da bi dobil boljši vpogled v Henrikov zakon s Katarino Aragonsko, je 1528 papež zaupal celo zadevo kardinalu Campeggiu in yorškemu nadškofu Wolseyu. Ker se je izvedelo, da kralj ovira neodvisno delovanje komisije, je zadevo po želji cesarja Karla julija 1529 prenesel v Rim in jo vzel v svoje roke papež sam. Wolsey mu je omenil, da grozi odpad Anglije, če zadeva ne bo rešena po kraljevi želji, in tako je bil papež postavljen med kladivo in nakovalo. Kakor hitro je bil posvečen za canterburyjskega nadškofa 1. oktobra 1532 neznačajni Cranmer, je ustregel kraljevi zahtevi ter razglasil Henrikov prvi zakon za ničnega.  Papež je odlašal z odločitvijo, ker je upal, da se bo Henrikova strast polegla; pa se ni, ampak je zaljubljenost v služkinjo njegove zakonite žene Katarine Aragonske, ki je bila teta Karla V., Anne Boleyn, še rastla, in je z njo že dalj časa imel skrivno zvezo. Zato je zahteval od papeža, naj razglasi njegov prvi zakon – ki je bil sklenjen s spregledom njegovega predhodnika Julija II. – za ničnega. Henrik se je namreč oženil z ženo svojega pokojnega brata. Henrik je primerjal ta svoj zakon s Herodom, ki je bil poročen z ženo svojega brata in ga je zato karal Janez Krstnik. Namerno je spregledal, da je bil Herodov brat takrat še živ; poleg tega je Katarina prisegla, da s pokojnikom sploh ni imela spolnih odnosov. Treba ji je verjeti, saj je Artur bil star komaj 14 let, tako rekoč še otrok, ko je v nepojasnjenih okoliščinah - po najnovejših dognanjih popolnoma zdrav, lep in močan - nenadoma umrl. Stvar je bila torej jasna.  

Papež Klemen je šele po (pre)dolgem in večletnem obotavljanju Henrikov prvi zakon razglasil za veljavnega z besedami: Non possumus! (Ne moremo! tj. Ne moremo razveljaviti Henrikovega prvega zakona.). Dodal je še:
| Angleški izvirnik: »If I had two souls« | Slovenski prevod: »Če bi imel dve duši« |
| --- | --- |
| "If I had two souls, I would gladly give you the annulment, but since I have but one I cannot for a Heavenly kingdom is more important to me than an earthly one. I will not betray my Heavenly King and His Holy Church." | »Če bi imel dve duši, bi ti jaz rad podelil ničnost; ker pa imam samo eno, ne morem, saj je nebeško kraljestvo zame pomembnejše kot zemeljsko. Jaz nočem izneveriti svojega nebeškega Kralja in njegove svete Cerkve.« |

Ko se je torej Henrik oklical za vrhovnega verskega poglavarja v Angliji in odtrgal celotno kraljestvo od Katoliške cerkve, je samostane zatrl ter si prigrabil ogromno cerkveno premoženje. Zategadelj ga je papež 1533 izobčil. Takrat je Henrik začel neusmiljeno preganjati katoličane in zahteval od slehernega, da prizna zakon o supremaciji, tj. da je vrhovni verski poglavar v Angliji kralj, in ne več papež. Tistim, ki so to odklonili, je vzel premoženje, jih izgnal iz dežele ali pa tudi umoril. Tako sta izgubila življenje tudi njegov kancler, ugledni humanist Tomaž More, pisec knjige o vzorni državi Utopija, ter westminstrski nadškof John Fisher. 

Komaj deset mesecev po smrti Tomaža Mora je padla tudi glava Ane Boleyn. Naslednje jutro se je Henrik poročil z Ivano Seymour, ki pa je čez leto dni umrla. Četrta žena je bila Ana von Cleve. Od nje se je ločil. Tudi peta Henrikova žena Katarina Howard je končala na morišču. Za šesto ženo Katarino Parr je že izdal zaporni nalog, pa ga je nato preklical. Henrik je umrl leta 1547, star 56 let.
Henrik VIII. je dal v času svojega skoraj štiridesetletnega vladanja usmrtiti 2 kraljici, 2 kardinala, 2 nadškofa, 18 škofov, 13 opatov, 500 menihov, 18 doktorjev teologije in prava, 12 vojvod in grofov, 164 plemičev, 125 meščanov in 110 žena. 
Žrtve Henrika VIII. pa cenijo zgodovinarji na več desettisočev. Samo angleška wikipedijina kategorija “People executed under Henry VIII of England” (“Ljudje, ki so bili umorjeni pod Henrikom VIII. Angleškim”) vsebuje 90 najbolj znanih posameznih imen in skupinskih žrtev. Primerjajo ga s pokojnim iraškim predsednikom Sadamom Huseinom; primerjajo ga tudi s Stalinom – sovjetskim komunističnim diktatorjem, ki je pogubil več desetin milijonov svojih namišljenih sovražnikov. Imenujejo ga za najhujšega monarha v zgodovini, nasilneža nad ženskami pa tudi seksualnega manijaka.  
Angleški šolarji se učijo o Henrikovi hčerki, ki je dala v času svojega petletnega vladanja pogubiti okrog 300 protestantov, kot o  “Bloody Mary” (“Krvava Marija”); vendar je bil Henrik veliko krvoločnejši: prekosil jo je za več stokrat. Zapovedal je na desettisoče umorov med uvajanjem reformacije na angleški način: med njimi tudi svojega kanclerja in svetovalca, humanista Tomaža Mora, canterburyjskega nadškofa Johna Fisherja in mnogih drugih katoličanov – pa tudi protestantov. Na splošno sodijo, da je zagrešil čez 72.000 umorov zlasti zaradi “zakona o supremaciji” (“supremum caput” – “vrhovna glava oziroma poglavar” anglikanske skupnosti), s katerim se je februarja 1531 odtrgal od Katoliške cerkve in od papeža ter samega sebe oklical za vrhovnega poglavarja od Rima ločene anglikanske skupnosti. Kot glavni razlog navajajo, da je popustil strastnemu gledanju za mlajšimi ženskami, kar ga je zapeljalo k še petim ženitvam – a pravijo, da si je še poleg njih dovoljeval "skoke čez plot".